# Támaszkodó női akt

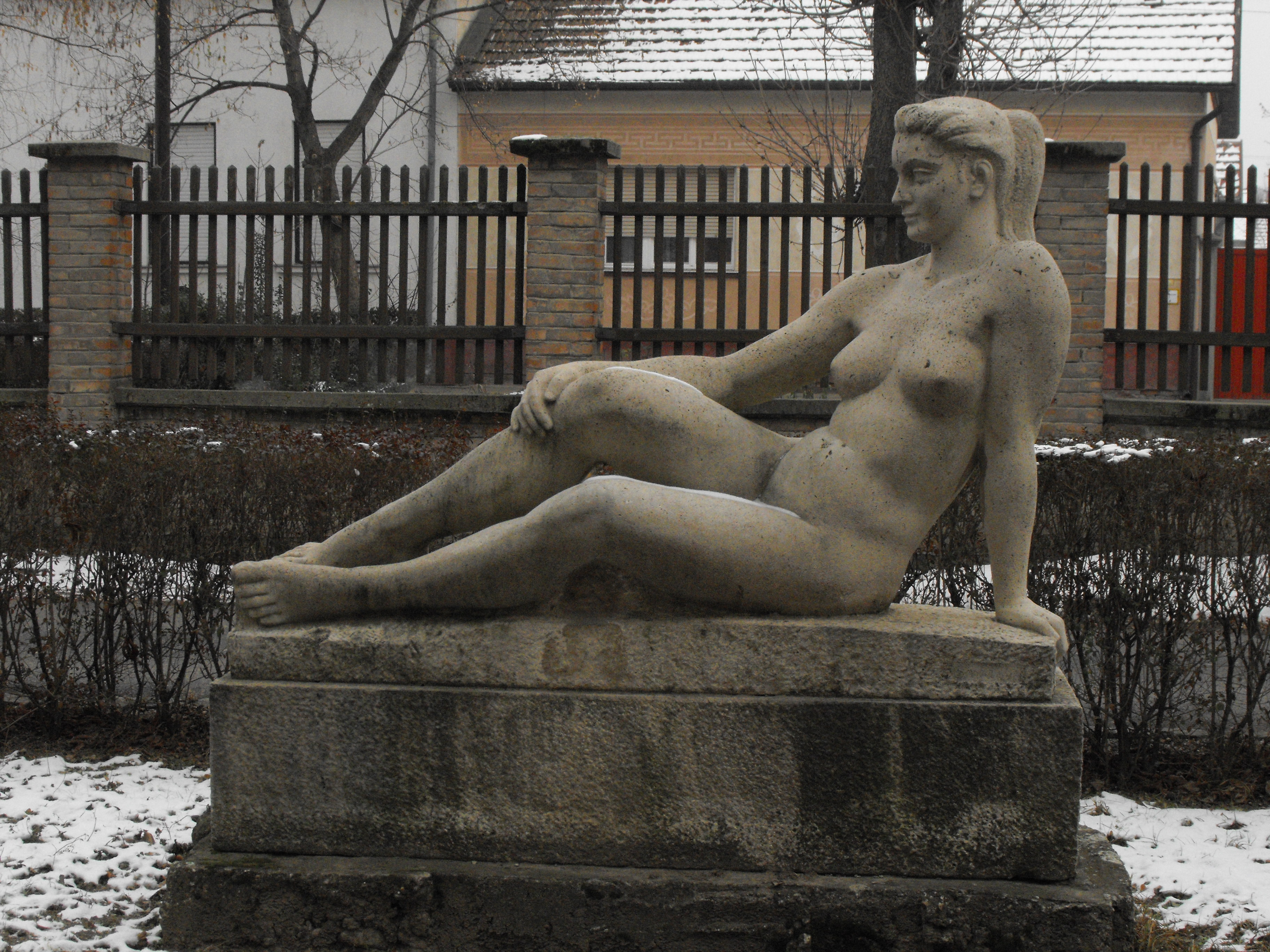
A kőszobor 2009 januárjában

A Támaszkodó női akt egy makói szobor, Sóváry János alkotása.
A művész 1967-ben készítette el a mészkőszobrot, amelyet a Dr. Diósszilágyi Sámuel Kórház - Rendelőintézet udvarán, az épület főbejáratával szemben helyeztek el. Az impozáns alkotás ma is eredeti felállításának helyén tekinthető meg.